# غويلرمو دوغلاس
غويلرمو دوغلاس (بالإسبانية: Guillermo Rafael Douglas Sabattini)‏ هو مجدف أوروغواياني، ولد في يناير 1909 في بايساندو في الأوروغواي، وتوفي في 1967.

## وصلات خارجية
- غويلرمو دوغلاس على موقع الاتحاد الدولي للتجديف (الإنجليزية)
- غويلرمو دوغلاس على موقع اللجنة الأولمبية الدولية (الإنجليزية)
- غويلرمو دوغلاس على موقع أوليمبيديا (الإنجليزية)